# Julija Ryżowa
Julija Wasiljewna Ryżowa-Kazarina (ros. Юлия Васильевна Рыжова-Казарина, ur. 7 października 1989) – rosyjska judoczka.
Uczestniczka mistrzostw świata w 2013, 2014, 2015, 2017 i 2018. Startowała w Pucharze Świata w 2010, 2013, 2015 i 2017. Brązowa medalistka mistrzostw Europy w 2016; piąta w 2014. Piąta na igrzyskach wojskowych w 2019. Dwa medale na MŚ wojskowych. Mistrzyni Rosji w 2008, 2013 i 2019 roku.